# Condizione della donna in Francia

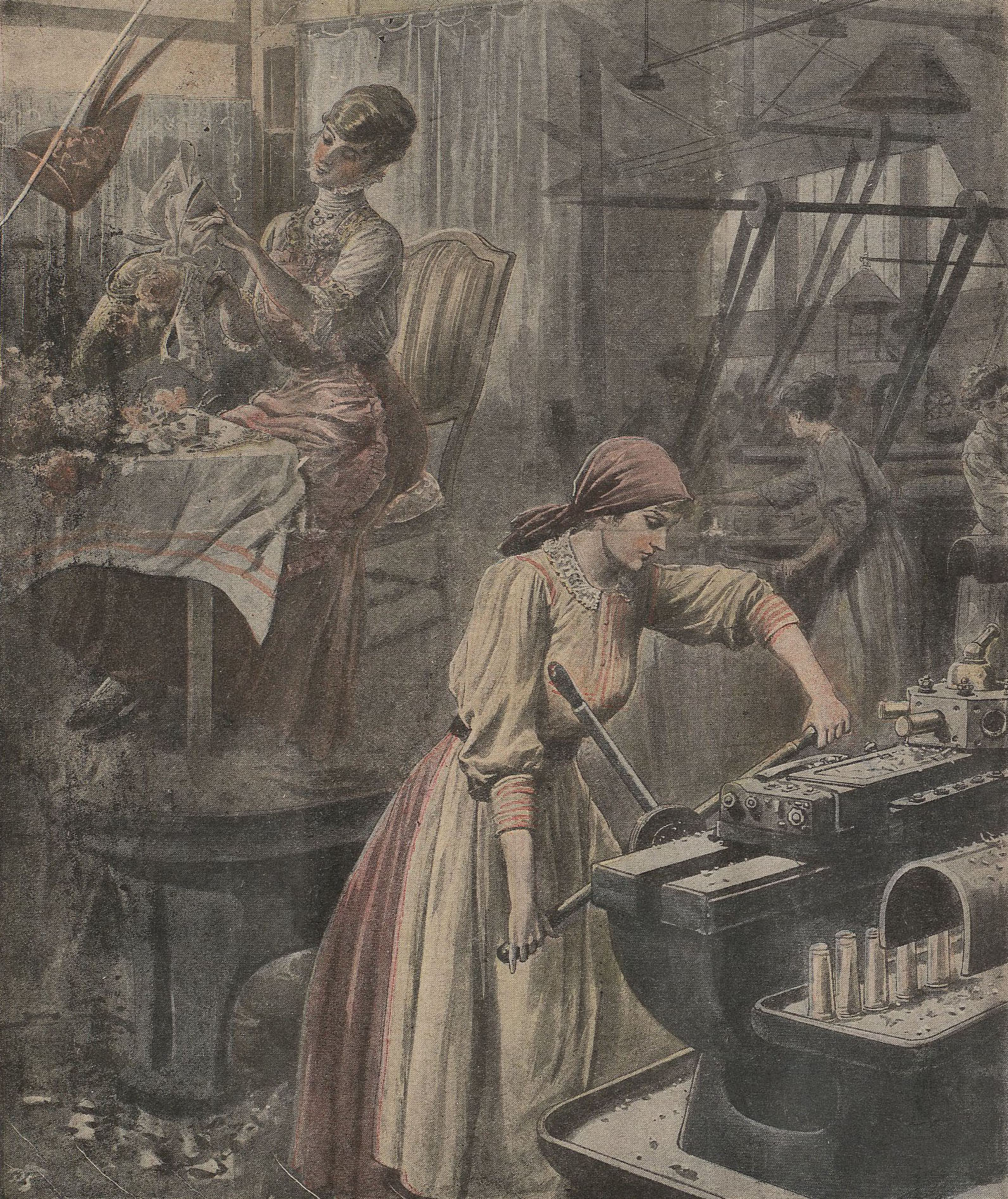
Un ritratto sulla classe sociale delle donne francesi nel 1916.

La condizione femminile, i diritti delle donne e i loro ruoli in Francia sono mutati, anche considerevolmente, nel corso della storia. Il tasso di occupazione per il 2015 da parte dell'Organizzazione per la cooperazione e lo sviluppo economico è stato pari al 60,6%; mentre il Global Gender Gap Report per il 2013 è stato particolarmente
a 0,7089.

## Storia

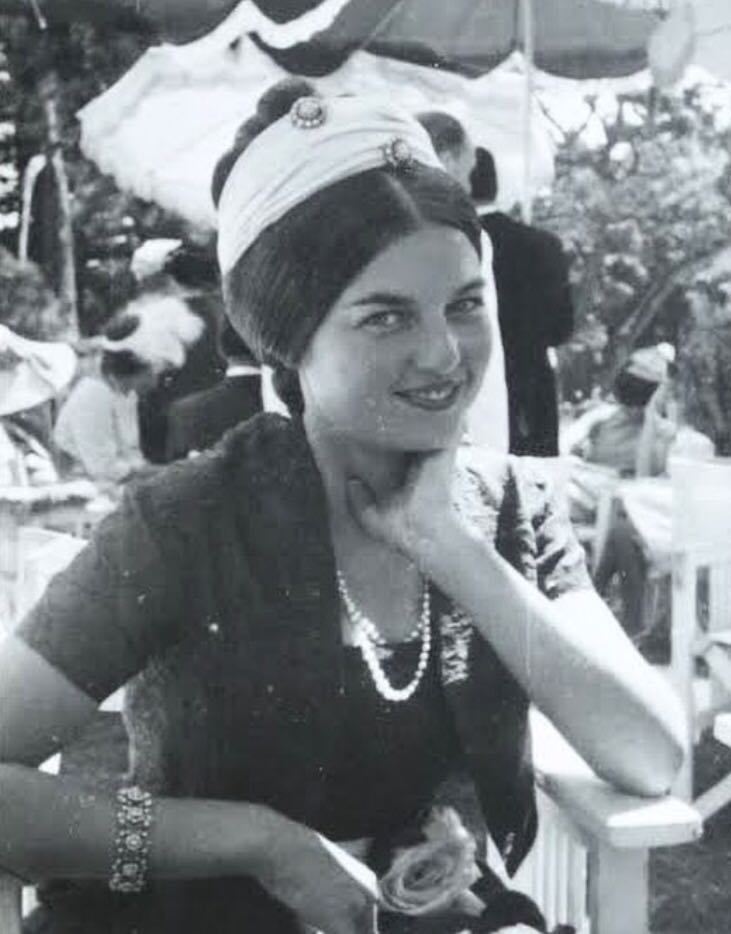
La principessa Diana d'Orléans (1964).

Il ruolo di genere tradizionale delle donne nella società francese prevede i compiti domestici (come la pulizia e la preparazione dei pasti in modo consueto, l'allevamento dei figli, la raccolta delle colture e la cura degli animali da allevamento) i quali comportano una successione di ruoli svolti in successione. All'inizio della rivoluzione industriale in Francia il ruolo delle donne è cambiato, passando da quello di collaboratrici domestiche a quello di lavoratrici nelle fabbriche e nelle lavanderie.
Ciò non comprendeva generalmente il fatto che le donne avessero uno status "borghese", poiché esse spesso si affidavano al sostegno finanziario dei loro mariti; tali donne di classe superiore avevano anche la tendenza di mandare i propri figli a balia fino a quando non si fossero svezzati. Ulteriori cambiamenti nel loro status sono risultati evidenti nel 1944, quando le donne francesi ottennero il diritto di voto.
Ma solo a partire dagli anni sessanta, quando vinsero la battaglia sul proprio diritto ad una condizione economica femminile autonoma (senza cioè essere costrette ad ottenere il permesso dai loro mariti), oltre al diritto di aprire conti correnti personali, si affrancarono definitivamente dal dominio maschile.
Attualmente grazie all'efficiente assistenza sanitaria nel paese la durata della vita delle donne è giunta ad essere pari a 80,90 anni. Le cosiddette "indennità infantili" sono disponibili per assistere le donne durante la gravidanza e dopo il parto. Nel 1988 il tasso di disoccupazione tra la popolazione francese è stato descritto come "più alto tra le donne".
Tuttavia nella Francia moderna le donne che hanno raggiunto un "livello di istruzione adeguato" ed una formazione appropriata stanno acquisendo posizioni sempre più di rilievo nei settori dell'impresa, dell'industria e dell'ingegneria, in particolare nella capitale Parigi.

### Educazione
Le aspirazioni educative aumentarono nel tempo divenendo sempre più istituzionalizzate per fornire alla Chiesa e allo Stato i necessari funzionari e amministratori futuri. Anche le ragazze vennero pertanto scolarizzate anche se poi non erano destinate ad assumere responsabilità politiche. Le giovani donne rimasero a lungo ineleggibili a posizioni di comando e generalmente continuarono ad essere considerate come intellettualmente inferiori rispetto ai loro fratelli.
La Francia ebbe molti piccoli istituti scolastici locali dove i bambini della classe impiegatizia e borghese, sia maschi che femmine, impararono a leggere e a scrivere, ma anche a meglio "conoscere, amare e servire Dio". Ai figli e alle figlie delle Élite nobili furono date istruzioni specifiche a seconda dei sessi di appartenenza: i ragazzi vennero inviati alla scuola superiore e forse anche all'università, mentre le loro sorelle - sempre che avessero avuto la fortuna di lasciare la casa paterna - sarebbero state mandate in una qualche scuola religiosa con un vago curriculum di studi.
L'Illuminismo per primo osò sfidare questo modello, ma nessuna alternativa reale fu mai presentata per l'educazione femminile. Solo attraverso l'educazione in casa tramite un tutore si formavano le donne, di solito al solo fine di far una bella figura nei salotti letterari.

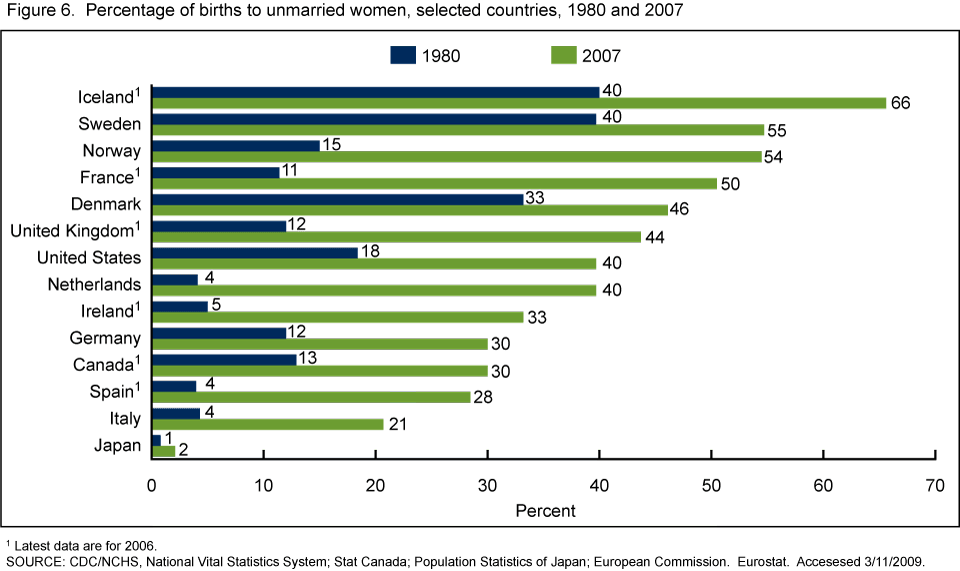
Percentuale di nascita tra le donne non sposate, in paesi selezionati, tra cui la Francia, tra il 1980 e il 2007. Come in altri paesi occidentali anche in Francia la percentuale di bambini nati al di fuori del matrimonio è aumentata notevolmente negli ultimi decenni.

## Diritti riproduttivi e salute
Le donne francesi sono riuscite ad ottenere molti dei diritti riproduttivi nel corso della seconda metà del XX secolo. La "Neuwirth Act of 1967" ha autorizzato per esempio la contraccezione, mentre la Legge Veil del 1975 legalizzò l'aborto. Il tasso di mortalità materna in Francia è di 8 morti su 100 000 nascite (a partire dal 2010); il tasso di HIV/AIDS è dello 0,4% degli adulti tra i 15 e i 49 anni secondo le stime effettuate nel 2009.
La Francia è stato uno dei primi paesi a intraprendere un'azione legale contro le mutilazioni genitali femminili (che si verificano spesso all'interno delle sue comunità di immigrati) e a perseguire penalmente chi esegue una tale pratica.

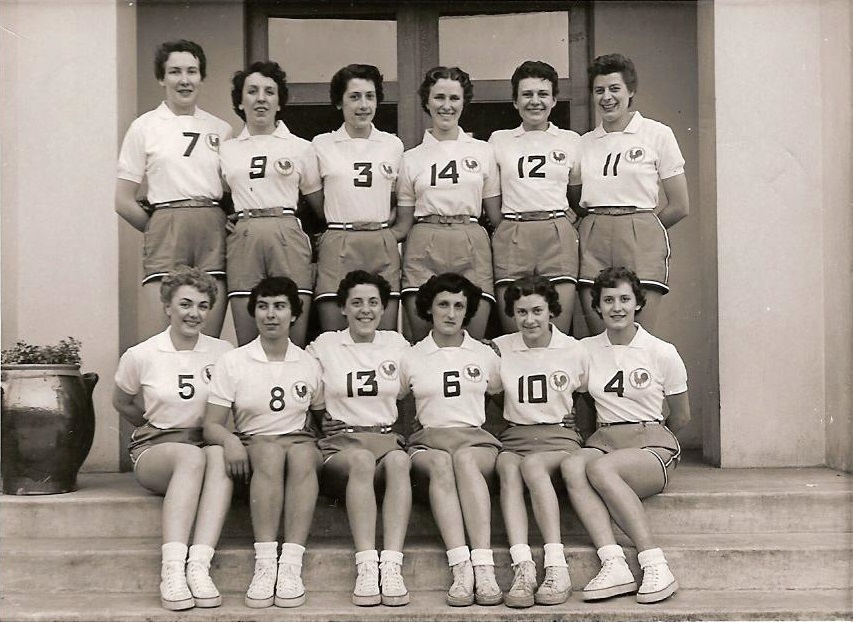
Squadra femminile francese di basket (1953).

## Vita familiare
In comune con gli altri paesi dell'Europa meridionale sulle sponde del mar Mediterraneo e della tradizione del cattolicesimo romano, l'organizzazione francese della vita familiare è stata tradizionalmente intrisa di conservatorismo, fondato sulla differenziazione dei ruoli di genere. Sotto il codice Napoleonico le donne sposate rimasero subordinate all'autorità del marito.
Le donne francesi sposate hanno ottenuto il diritto di lavorare senza il previo consenso del marito solo partire dal 1965. L'autorità paterna di un uomo sulla sua famiglia è terminata nel 1970; prima le responsabilità genitoriali appartenevano esclusivamente al padre il quale prendeva tutte le decisioni legali per i figli. Una nuova riforma datata 1985 ha abolito la stipula che dava al padre l'unico potere di amministrazione delle eventuali proprietà dei figli. L'adulterio è stato decriminalizzato nel 1975.
Nel 1999 la Francia ha introdotto i PACS, un'unione civile (nota come "patto di solidarietà civile") che può essere contratta sia dalle coppie eterosessuali che da quelle omosessuali. Nel 2005 si è introdotta la riforma della legislazione sul divorzio, semplificandone la procedura, in particolare riducendo il periodo di separazione necessario prima di un divorzio (in determinate circostanze) da 6 a 2 anni. Vi sono a tutt'oggi ben quattr tipologie di divorzio che possono essere ottenute (per mutuo accordo, per accettazione, divorzio ostile o per separazione).
Negli ultimi decenni i punti di vista sociali nei riguardi della famiglia tradizionale sono cambiati notevolmente, il che si riflette nell'alta percentuale di convivenze e di nascite al di fuori dell'istituto matrimoniale; oltre che nell'interrogarsi sulle tradizionali aspettative riguardanti la famiglia. Nello "studio dei valori europei" del 2008 il 35,4% degli intervistati francesi ha concordato con l'affermazione che "il matrimonio è un'istituzione obsoleta".
A partire dal 2014 il 58% dei bambini è nato al di fuori del matrimonio. In Francia le riforme legali riguardanti l'illegittimità dei bambini nati al di fuori del matrimonio hanno avuto il lor inizio negli anni settanta, ma solo con l'avvento del XXI secolo il principio di uguaglianza sociale è stato pienamente rispettato (con la legge n. 2002-305 del 4 marzo 2002, rimuovendo la menzione "illegittimità" - filiation légitime e filiation naturelle e con la legge n. 2009-61 del 16 gennaio 2009). Nel 2001 la Francia è stata costretta dalla Corte europea dei diritti dell'uomo a modificare diverse leggi ritenute discriminatorie e nel 2013 la Corte ha dichiarato che tali modifiche devono essere applicate anche ai bambini nati prima del 2001.

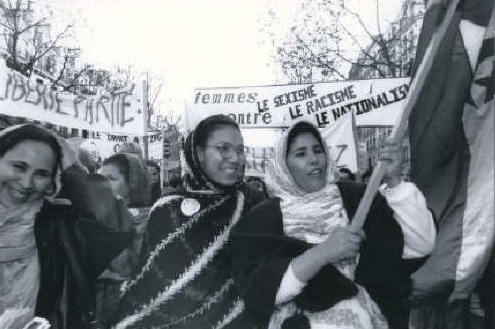
Manifestazione a favore del femminismo a Parigi (1995).

## Femminismo
Il femminismo francese trae le sue origini dalla rivoluzione francese. Vi sono state alcune famose figure di donne nel corso del XIX secolo tra cui Louise Michel, Élisabeth Dmitrieff (di origini russe) e Nathalie Lemel. Il femminismo francese comprende un ramo di teorie e di filosofie emerse tra gli anni settanta e gli anni novanta.
Queste teorie femministe francesi, rispetto al femminismo anglofono, si distingue per un approccio maggiormente filosofico e letterario, piuttosto che essere focalizzato esclusivamente sulle questioni pratiche. I suoi scritti tendono ad essere effusivi e metaforici essendo meno interessati alle dottrine politiche.
Simone de Beauvoir, una scrittrice filosofa ed intellettuale della corrente dell'esistenzialismo, ma anche attivista politica e teorica sociale, è una prominente figura di femminista. È conosciuta soprattutto per il suo trattato del 1949 intitolato Il secondo sesso, una dettagliata analisi dell'oppressione femminile e un saggio fondamentale per il femminismo contemporaneo.

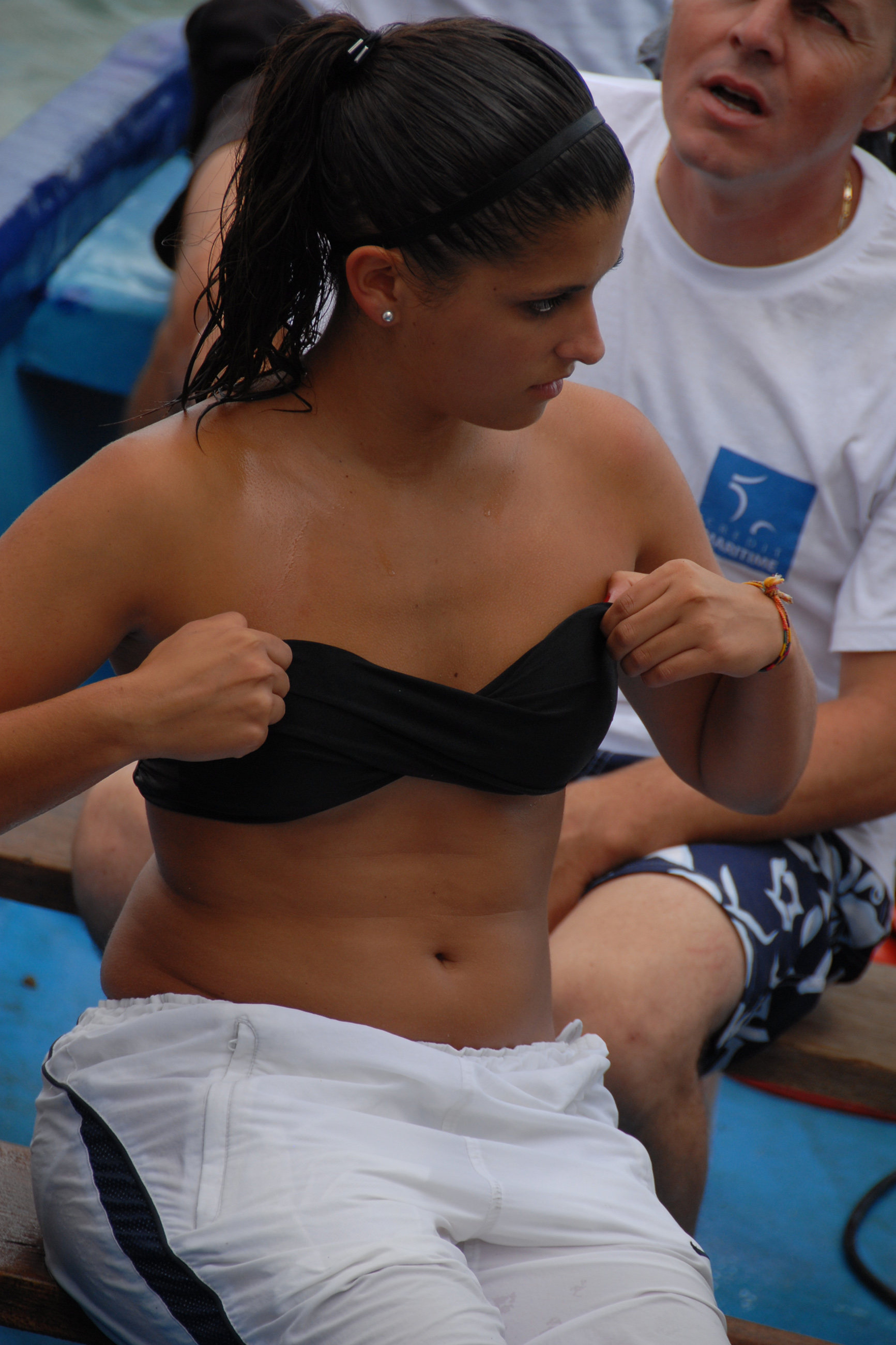
Una giovane francese in bikini.

## Violenza domestica
Nel XXI secolo la Francia ha intrapreso numerosi passi per combattere la violenza domestica in particolare e la violenza contro le donne in generale, specificamente promulgando la legge n. 2010-769 del 9 luglio 2010 sulla violenza contro le donne, la violenza tra i coniugi e gli effetti di questi tipi di violenza sui bambini. La Francia ha inoltre ratificato la Convenzione del Consiglio d'Europa sulla prevenzione e la lotta contro la violenza nei confronti delle donne e la violenza domestica.
La Francia ha però anche una lunga tradizione di indulgenza nei confronti dei crimini passionali, che prima del 1975 sono stati trattati legalmente in modo lieve; solo tra il 2004-09 gli ex e gli attuali partner sono stati i responsabili di oltre l'80% di tutti i casi di femminicidio.

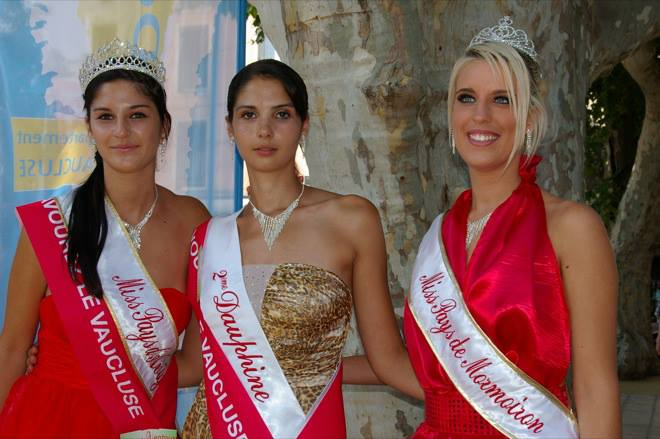
Donne francesi ad un concorso di bellezza.

## Religione
La religione tradizionale francese è il cattolicesimo romano, ma oggi esso non è più la religione di stato; la Francia contemporanea è uno dei paesi maggiormente attraversati dal secolarismo in tutta Europa. La libertà di religione è garantita dalla Dichiarazione dei diritti dell'uomo e del cittadino del 1789; la Quinta Repubblica francese si basa sul principio delle legittimità applicata dalle leggi di Jules Ferry del 1880 e dalla legislazione del 1905 sulla separazione tra Chiesa e Stato.
Oggi la Francia possiede anche una considerevole popolazione che segue i precetti dell'islam; nel 2010 iene fatto adottare il divieto di copertura del viso, proibendo l'uso in luoghi pubblici di niqab, burqa e abiti simili. Nel 2014 la Corte europea dei diritti dell'uomo ha sostenuto la legge francese accettando l'argomentazione del governo che voleva tale misura basata su "una certa idea di convivenza civile".

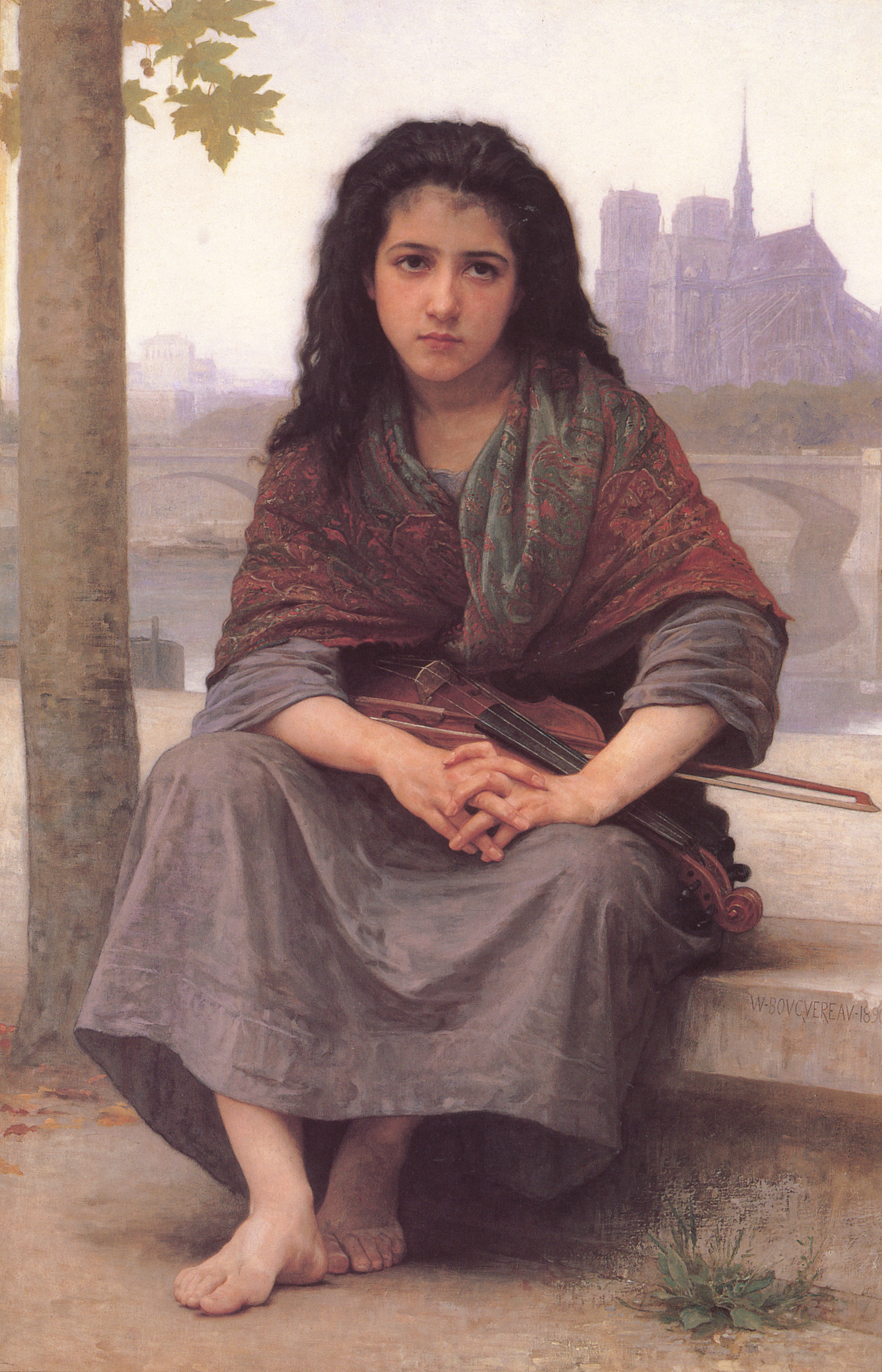
La Bohémienne, dipinto di William-Adolphe Bouguereau del 1890.

## Nell'arte
A partire dalla fine del XVIII secolo e proseguendo nel XIX vi fu un grande influsso di pittrici di talento francesi; questo nonostante il fatto che solamente alcune donne selezionate fossero ammesse in scuole artistiche di qualità, tra cui la prestigiosa Académie royale de peinture et de sculpture.
Particolarmente degne di nota, tra le pittrici francesi durante la fine del XVIII secolo, sono Adélaïde Labille-Guiard, Anne Vallayer-Coster e Élisabeth Vigée Le Brun. Vallayer-Coster è stata una protagonista per i suoi dipinti figurativi delle figlie di Luigi XV e della regina Maria Antonietta. Quest'ultima, assieme alle Mesdames de France, hanno anche aiutato Labille-Guiard e Vigée Le Brun ad ottenere l'ammissione all'Academy, che provocò un enorme scalpore tra la stampa la quale le dipinse come acerrime rivali l'una dell'altra.
La rivoluzione francese del 1789 creò un ambiente ostile per le artiste dell'epoca, in particolare nei confronti di quelle sostenute dalla famiglia reale. Vigée Le Brun e Vallayer-Coster, insieme a molte altre artiste, furono costrette a fuggire in altre parti d'Europa, fino a giungere nell'impero russo. Labille-Guiard tuttavia scelse di rimanere e i costruirsi una reputazione rispettabile dipingendo i maggiori volti della Rivoluzione. In seguito artiste meno conosciute furono in grado di utilizzare il Salon biennale, ormai aperto, per mostrare la propria arte ad un pubblico più ricettivo.
Dopo la Rivoluzione il numero di artiste francesi è considerevolmente diminuito. Adesso era la monarchia che dava alle donne artiste, in special modo pittrici, le più chiare opportunità di successo. L'Academy venne chiusa e sostituita con un'istituzione che ne impedì l'ammissione per le donne. Alcune artiste rivelatesi troppo vicine alla monarchia finirono giustiziate. Fu solo verso la fine del XIX secolo che un numero significativo di donne cominciarono a combattere contro gli stereotipati ruoli di genere.
La differenziazione di genere svolse un ruolo importante nell'ostacolare le carriere artistiche potenziali delle donne francesi. Mentre il disegno e la pittura a livello amatoriale fu incoraggiato come parte integrante di una buona educazione borghese, le donne non erano socialmente autorizzate ad intraprendere carriere professionali che fossero considerate importanti per la società e/o che disturbassero il ruolo percepito delle donne di essere pienamente funzionali come mogli e madri.
Molte delle artiste di questi anni sentirono la necessità di scegliere tra una carriera e un matrimonio; inoltre tutte le studentesse che ricevettero la propria formazione da un artista esperto, furono sottoposte ad aspettative limitate e vennero generalmente lasciate a svolgere soltanto i compiti artistici più semplici. Nel 1860 Marie Bracquemond, un'artista dell'impressionismo in ascesa, confidò del suo istruttore (il famoso pittore Jean-Auguste-Dominique Ingres): "La gravità del signor Ingres mi ha spaventato ... perché dubitava del coraggio e della perseveranza di una donna nel campo della Pittura ... avrebbe assegnato loro solo il dipinto di fiori, frutti morti, ritratti e scene di genere".
Nel corso degli anni settanta del XIX secolo le classi di nudo artistico divennero più aperte alle studentesse francesi che desideravano essere riconosciute in qualità di artiste a Parigi. Forse l'artista francese di maggior successo di quest'epoca fu Rosa Bonheur, famosa per le sue pitture di animali e le sue sculture. In un periodo dominato dall'abilità artistica maschile, Bonheur venne ricevuta molto positivamente e valutato assai bene tra tutti i suoi contemporanei.
Nel tentativo di respingere i ruoli di genere ella tagliò e mantenne un'acconciatura corta chiese anche alle forze di pubblica sicurezza di poter indossare pantaloni da uomo per rimanere relativamente inosservata all'interno di aziende agricole e macelli mentre dipingeva animali e studiava l'anatomia animale. A causa di tali preoccupazioni, le donne avevano più probabilità di abbracciare movimenti come l'impressionismo i quali mettevano l'accento artistico sui soggetti quotidiani e non sui temi storici che si potevano dipingere a casa.
Nonostante questi ostacoli la Francia rimase nonostante tutto ancora uno dei paesi leader per la tutela privata delle donne artiste alla fine del XVIII secolo. Questo non vuol dire che la Francia fosse al di là dei tempi, essendo diventato uno degli ultimi paesi dell'Europa occidentale per aver fornito alle donne un'istruzione sponsorizzata dal governo da quando l'École des beaux-arts iniziò ad ammettervi le donne nel 1897.

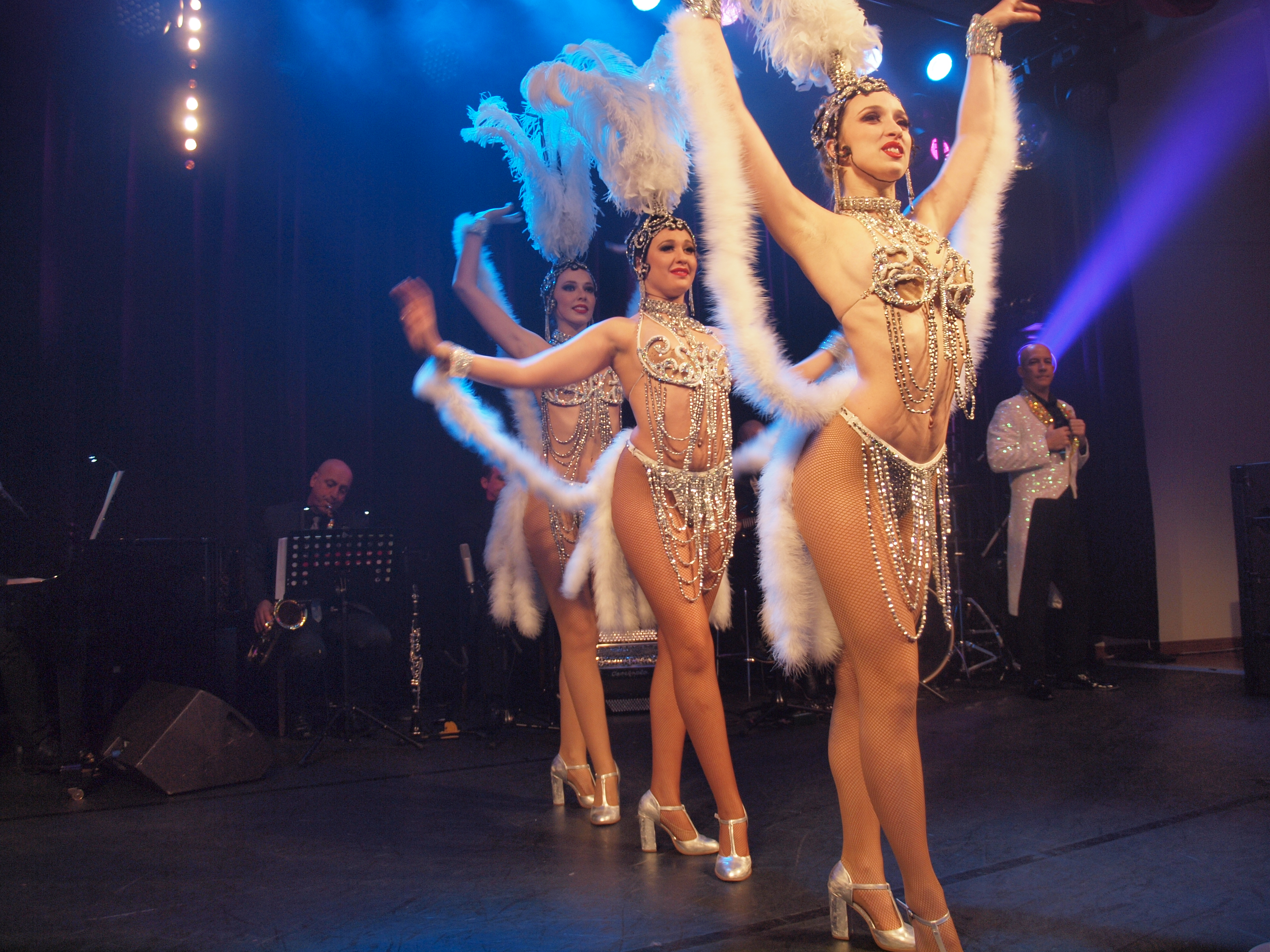
Artiste di cabaret (2014).